# Pfarrkirche Reith im Alpbachtal

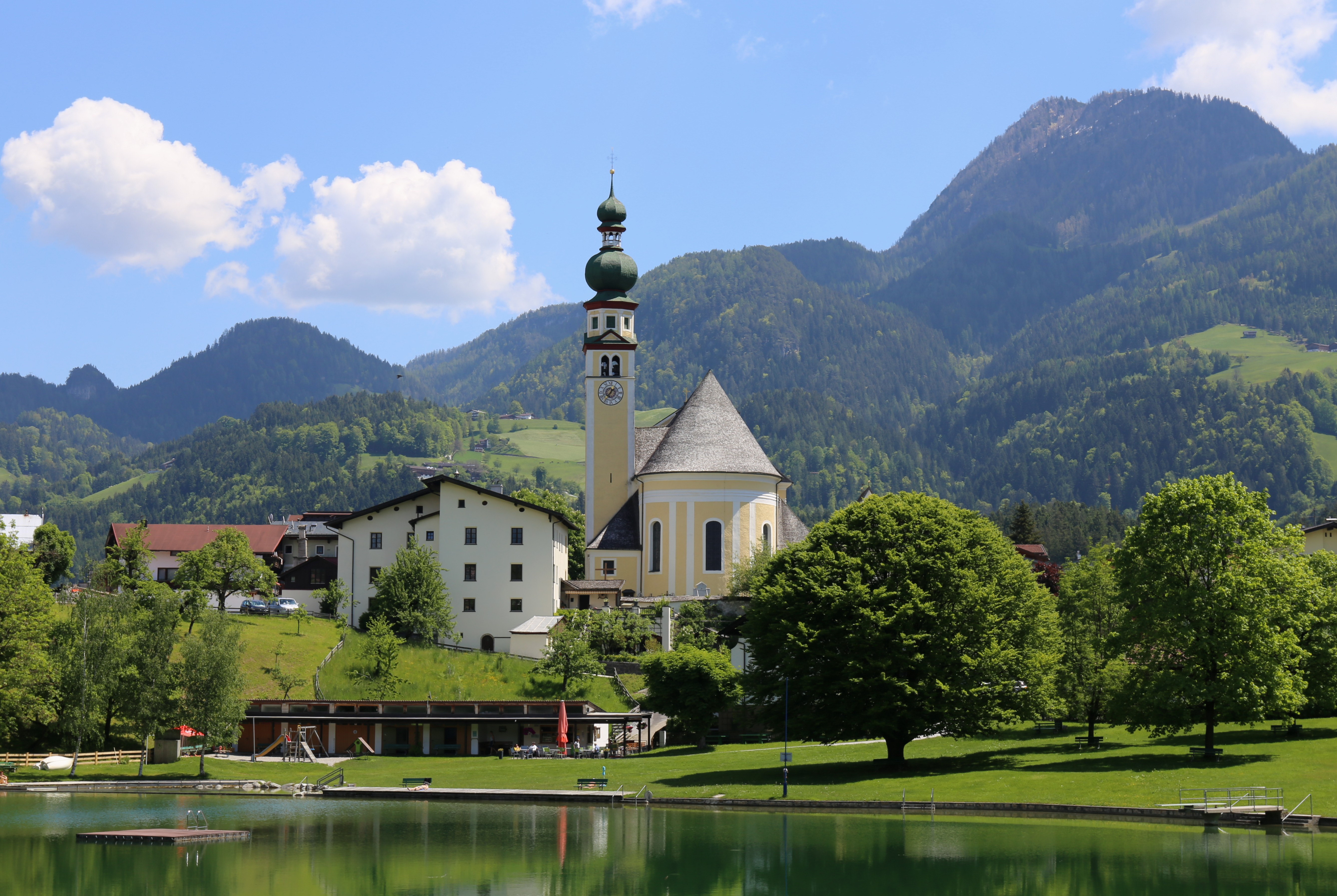
Katholische Pfarrkirche hl. Petrus und der Reither See in Reith im Alpbachtal

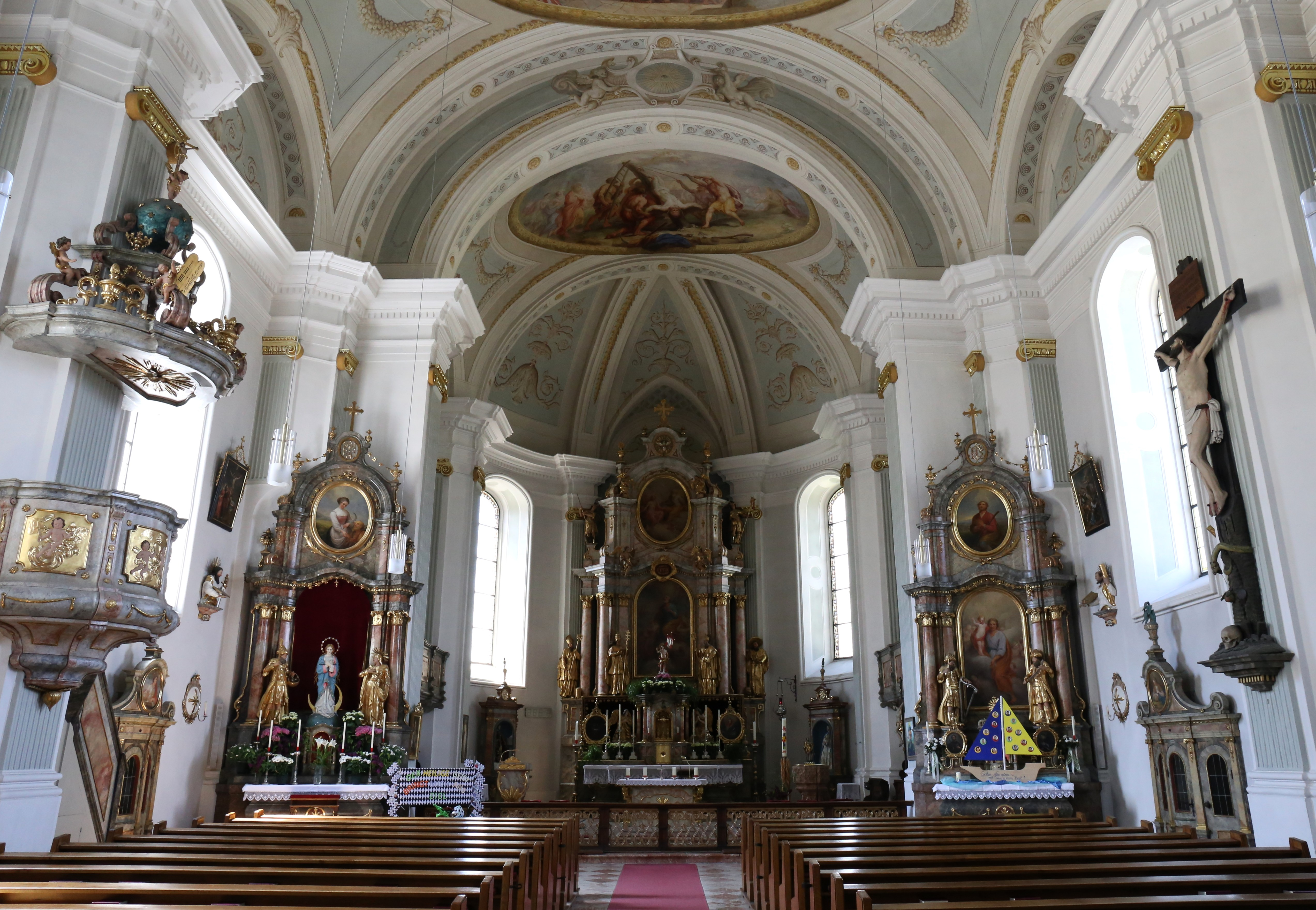
Langhaus, Blick zum Chor

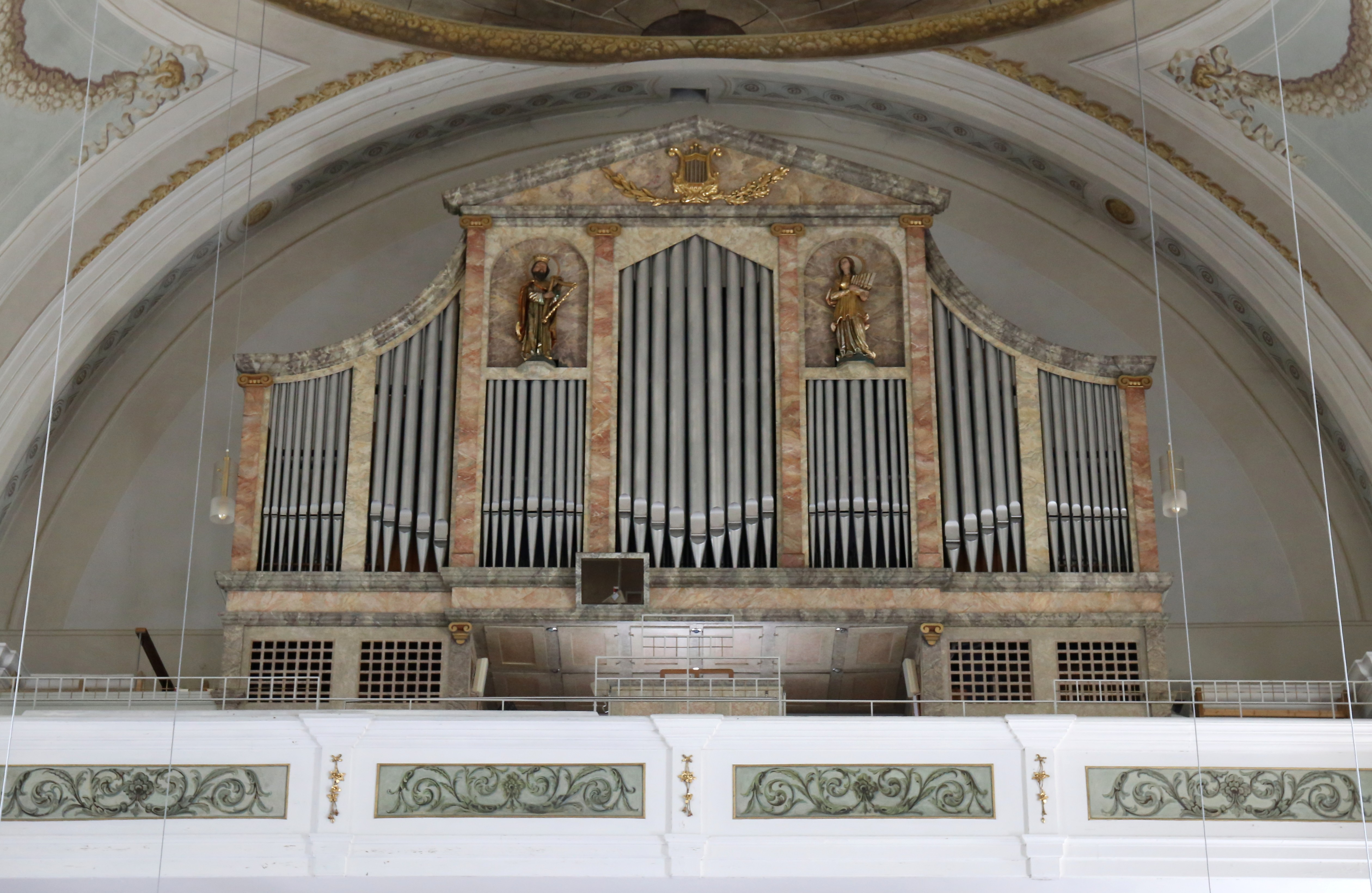
Orgel auf der oberen Empore

Die Pfarrkirche Reith im Alpbachtal steht in der Gemeinde Reith im Alpbachtal im Bezirk Kufstein im Bundesland Tirol. Die dem Patrozinium hl. Petrus unterstellte römisch-katholische Pfarrkirche gehört zum Dekanat Reith im Alpbachtal in der Erzdiözese Salzburg. Die Kirche und das Kriegerdenkmal stehen unter Denkmalschutz (Listeneintrag).

## Geschichte
Urkundlich wurde 1187 erstmals eine Pfarre genannt. 
Aus den wenigen alten Beschreibungen lässt sich auf einen ursprünglich romanischen dreischiffigen Bau von beachtlicher Größe schließen. Im 14. und 15. Jahrhundert erfolgte der Anbau von Kapellen für die Bergwerkspatrone Matthäus, Achatius und Andreas. In spätgotischer Zeit wurden Chor und Eingangsbereich vermutlich von der Hagauer Hütte neu errichtet – aus dieser Zeit ist das Untergeschoß des Turmes sowie der Taufstein aus rotem Marmor erhalten.
Mitten in den Wirren der napoleonischen Zeit bewirkte der damalige Pfarrer Josef Schoner 1798 einen Neubau, der 1801 bis 1805 nach den Plänen des Kitzbüheler Architekten Andreas Hueber in frühklassizistischen Formen ausgeführt wurde.

## Architektur
Der mächtige klassizistische Saalbau mit der Hauptfront zur Straße und einem Chor nach Westen ist von einem Friedhof umgeben, dessen Friedhofskapelle 1338 erstmals urkundlich erwähnt wird und den Heiligen Michael und Margaretha geweiht ist.
Die Gewölbemalerei mit Szenen aus dem Leben des heiligen Petrus schuf der Maler Joseph Schöpf 1804.

## Ausstattung
Die Altarausstattung aus dem Anfang des 19. Jahrhunderts schuf Anton Pichler mit Altarbildern von Joseph Schöpf, die seitlichen Statuen der Vier Kirchenväter schuf Johann Högele.
Die spätgotische Schnitzfigur „Sitzender Petrus“ wird dem deutschen Bildhauer Erasmus Grasser zugeschrieben und entstand um 1490, der Taufstein mit Blendmaßwerk um 1500.
Die Orgel baute Karl Reinisch 1930. Im Turm hängt eine Glocke aus dem Jahre 1560 von Gregor Löffler. Der Kirchturm hat eine Höhe von ca. 50 m (inkl. Kreuz).